# Cornish (Utah)
Pour les articles homonymes, voir Cornish.
Cornish est une municipalité américaine située dans le comté de Cache en Utah.
Lors du recensement de 2010, sa population est de 288 habitants. La municipalité s'étend alors sur une superficie de 4,87 milles carrés (12,61 km2).
Appelée Ransom, Trenton puis Cannon, la localité est renommée en 1907 en l'honneur de William D. Cornish, vice-président de l'Union Pacific.